# Redbridge FC
Redbridge FC is een Engelse voetbalclub uit het  Redbridge district in Londen. De club stond tot 2004 bekend onder de naam Ford United F.C., daar komt ook de bijnaam (The Motormen) vandaan.

## Geschiedenis
Redbridge FC (toen nog Ford Utd) is in 1959 ontstaan uit een fusie van twee oudere club, Ford Sports (Dagenham) en Briggs Sports, beide opgericht in 1934. Briggs Sports stond ook bekend als Briggs Sports Bodies F.C. en deed ook onder die naam mee in de Londen League tussen 1935 en 1951.
Ford Utd speelde redelijk succesvol in de Aetolian league en werd in die divisie dan ook tweemaal kampioen en eindigde eenmaal als tweede.
Aan het begin van het seizoen 1995/1996 kwam de club in ernstige financiële problemen, tot vicevoorzitter George Adams Sky Sports als sponsor wist te strikken. Daarmee was het voortbestaan van de club gered.
In het seizoen 2004/2005 werd de naam van de club veranderd naar Redbridge FC, en kwam de club uit in de nieuw opgerichte Conference South, het hoogste niveau wat ooit door de club behaald is. Ondanks een redelijk begin eindigde de club als laatste en degradeerde naar de Isthmian League Premier Division. Ook dat was geen succes, er volgde opnieuw degradatie. De club komt sinds het seizoen 2006/2007 uit in de Isthmian League One, het 8e niveau in het Engelse voetbal.
Aan het einde van het seizoen 2007/2008 haalde Redbridge FC de finale van de promotie play-offs, waarin Canvey Island na penalty’s (4-5) te sterk bleek.
In juni 2008 werd Jay Deveraux, een voormalig assistent-trainer van Dagenham & Redbridge, de manager van de club. In september 2009 werd hij weggestuurd nadat Redbridge het 2009/2010 seizoen dramatisch was begonnen. Dave Ross, de coach van het team, werd tot het einde van dat seizoen aangesteld als interim manager. Aan het begin van het seizoen 2010/2011 haalde Ross Kris Taylor naar de club om samen met hem het managementteam te gaan vormen. Echter, dit nieuwe seizoen begon wederom slecht en toen Redbridge onderaan de ranglijst stond werd Dave Ross gevraagd te vertrekken. Taylor nam tijdelijk het roer over tot in december 2010 Jody Brown aangesteld werd als manager. Brown zorgde wel voor goede prestaties en de club kon een aantal wedstrijden voor het einde van het seizoen niet meer degraderen.
In de zomer van 2011 werd Terry Spillane aangesteld als manager, Mark Penfold kwam als assistent en Jody Brown ging weer als 1st team coach aan de slag.
Tevens werden er enige verandering doorgevoerd in de clubkleuren. De blauwe clubkleuren werden vervangen door een rood/zwarte combinatie. De thuistenues bestaan nu uit een rood shirt met zwarte randen en een zwarte broek, het uittenue is een wit shirt met een rode rand en een rode broek.
Gedurende het seizoen 2011/2012 haalde de club na overwinningen op Cockfosters, Wingate & Finchley, Bury Town, Dunstable Town, Ebbsfleet United en Oxford City voor het eerst in haar bestaan de 2e Ronde van de FA Cup. De tegenstander daarin was Crawley Town, spelend in League Two. Redbridge verloor met 0-5 tegen een team dat, op de dag van de wedstrijd, 106 plaatsen hoger dan Redbridge's toenmalige positie stond
In juni 2012 trad voorzitter Dan Chapman terug, waarna de manager Terry Spillane ook opstapte. Jim Chapman nam de voorzittershamer weer op, een hamer die hij voor het aantreden van Chapman al had gehanteerd. Hij zorgde dat Del Robinsin en Steve Portway aangesteld werden als managersduo. Robinson heeft ervaring als veldcoach bij West HamUnited  en Portway is een zgn Non-League legend, een voetballer die zijn gehele carrière in de lagere regionen van het Engelse voetbal heeft gespeeld. Andre Williams en Benroy Spring zijn aangesteld als coaches.

## Clubrecords
- Record toeschouwers: 1374, tegen Port Vale, FA Cup 1st Round Replay 19-11-2003
- Record overwinning: 9-1 tegen Clapton, Ryman Division Three 03-04-1999
- Record nederlaag: 0-11 tegen Heybridge Swifts, Isthmian League One North, 29-12-2012

- Beste prestatie in een competitie: 22e in Conference South, 2004-05[1]
- Beste FA Cup prestatie: 2e Ronde, 2011/2012 (1e Ronde, 1998-99 en 2003-04).
- Beste FA Trophy prestatie: 3e Ronde, 2003-04
- Beste FA Vase prestatie: 5e Ronde, 1998-99

## Competities
Als Redbridge F.C.
| Seizoen   | Divisie                     | Positie | Topscorer                             | Extra Informatie       |
| --------- | --------------------------- | ------- | ------------------------------------- | ---------------------- |
| 2004-2005 | Conference South            | 22e     | Julian Edwards 9                      | Degradatie             |
| 2005-2006 | Isthmian League Premier     | 22e     | Ian Luck 9                            | Degradatie             |
| 2006-2007 | Isthmian Division One North | 16e     | Mitch Hahn 10                         |                        |
| 2007-2008 | Isthmian Division One North | 3e      | Stephen Butterworth & Jeff Hammond 10 | Playoff Final verloren |
| 2008-2009 | Isthmian Division One North | 8e      | Hakeem Araba 17                       |                        |
| 2009-2010 | Isthmian Division One North | 18e     | Leon Diaczuk 13                       |                        |
| 2010-2011 | Isthmian Division One North | 16e     | Kevin McLeod 12                       |                        |
| 2011-2012 | Isthmian Division One North | 6e      | Joe Gardner, 15 goals (incl. beker)   |                        |
| 2012-2013 | Isthmian Division One North | 21e     | Jacob Cleaver, 5 goals                | tot 3 januari 2013     |